# Single instruction on single data

Représentation de l’architecture

SISD ou encore single instruction on single data est un terme désignant une architecture matérielle dans laquelle un seul processeur exécute un seul flot d'instruction sur des données résidant dans une seule mémoire. De ce fait, il n'y aucune parallélisation. On retrouve là l'architecture de von Neumann.
SISD est l'une des 4 grandes classes d'architectures définies par la taxinomie de Flynn. On retrouve dans ce type d'architecture des opérations comme le fetch ainsi que les pipelines,.